# 亨利-保羅·佩拉普拉
亨利-保羅·佩拉普拉（法語：Henri-Paul Pellaprat，法語發音：[ɑ̃ʁi pɔl pɛlapʁa]；1869年9月10日—1954年11月19日），出生於法國巴黎的廚師和烹飪書籍的作者，他是世界最大、最知名的廚藝專業學校：巴黎藍帶廚藝學校的共同創辦人之一。（另一位是當時巴黎著名的美食採訪記者兼作家：玛尔特·迪斯特尔）

## 生平
亨利-保羅·佩拉普拉從12歲就進入廚房當學徒，進入知名餐廳鍍金之家之後，跟著當時26歲就已經才華洋溢的主廚卡西米尔·穆瓦松學習廚藝，之後他也待過巴黎第二區交易所廣場那邊開設的香檳餐廳，從此他養成烹飪筆記書寫的習慣，從那裏是他出版食譜的出發點。
亨利-保羅·佩拉普拉對於魚類料理有獨到的用心，特別說服法國國鐵安排用魚列車（法語：Train des poissons），火車走巴黎－馬賽鐵路，總行駛長度為863公里，可以欣賞沿途的風光以外，還能享用魚類料理，是當時候非常豪華的火車旅行。
1895年玛尔特·迪斯特尔出版巴黎第一本烹飪週刊《藍帶厨師》，推出後大獲好評，於是次年找亨利-保羅·佩拉普拉合作，創設巴黎藍帶廚藝學校，亨利-保羅·佩拉普拉在那裏執教32年，在他的教導下的知名人物有：美食評論家屈农斯基（法語：Curnonsky）、知名廚師雷蒙德·奧利弗，因為亨利-保羅·佩拉普拉前瞻的眼光，現在巴黎藍帶廚藝學校，在廿餘個國家有三十五個分校，每年培育兩萬餘名優秀的餐飲專業從業者。

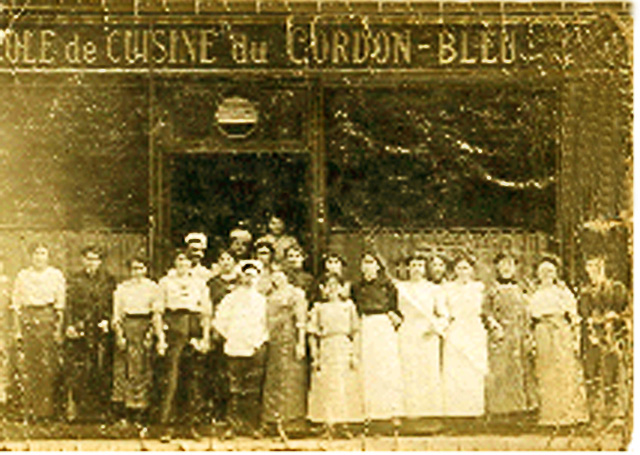
1996年巴黎藍帶廚藝學校首屆創辦人暨學員全體合照

## 著作
亨利-保羅·佩拉普拉所出版的著作：
- 現代法國烹飪藝術（法語：Modern French Culinary Art）
- 偉大的法國美食之書（法語：The Great Book Of French Cuisine）
- 美國家庭的日常法式烹飪（法語：Everyday French Cooking For The American Home）
- 日常法式烹飪（法語：Everyday French Cooking）
- 新佩拉普拉現代法國烹飪藝術（法語：The New Pellaprat Modern French Culinary Art）
- 現代烹飪藝術（法語：Modern Culinary Art）
- 新烹飪指南（法語：Le Nouveau Guide Culinaire）